# Université internationale de Valence
L'université internationale de Valence ou université internationale valencienne (en catalan : Universitat Internacional de València ; en espagnol : Universidad Internacional de Valencia ; en anglais : Valencian International University ; en sigle VIU) est une université privée en ligne basée à Valence (Espagne) et fondée en 2008.